# 米罗斯拉娃·克纳普科娃
米罗斯拉娃·克纳普科娃（捷克語：Miroslava Knapková，1980年9月19日—），捷克女子赛艇运动员。她曾代表捷克参加2004年、2008年、2012年和2016年夏季奥林匹克运动会赛艇比赛，其中2012年奥运会获得一枚金牌。